# Bitva na Butte aux Cailles
Bitva na Butte aux Cailles byla jedna z bitev Krvavého týdne v závěru existence Pařížské komuny, která se odehrála v Paříži na stejnojmenném kopci ve 13. obvodu 24. a 25. května 1871. Generál Wroblewski odolával přesile versailleských vojsk, ale posléze byl donucen po zhroucení komunardské fronty u Pantheonu a jižních pařížských pevností ustoupit přes Seinu.

## Rozložení sil
Obrana Butte aux Cailles byla založena na třech praporech komunardů – 175., 176. a především 101. praporu. Ten byl považován za jednu z nejlepších jednotek Pařížské komuny. Navíc zde Wroblewski umístil několik dělostřeleckých baterií – jednu tvořenou osmi kanóny a dvě složené ze čtyř děl. Také opevnil bulváry Italie, Hôpital a Gare. Jeho velitelství se nacházelo na radnici čtvrti Gobelins a další rezervy byly umístěny na Place d'Italie a Place Jeanne-d'Arc a v Bercy.
Oproti tomu síly vlády ve Versailles disponovaly II. armádním sborem generála Cisseya o síle 23 000 mužů. Také měl podporu několika dalších jednotek, které svými výpady donutily Wroblewského, aby nasadil své rezervy k ochraně svých boků a nemohl odrazit hlavní útok. Cissey měl k dispozici také asi padesát děl a kulometů na náměstí Place d'Enfer. Dobytím jižních pevností Ivry a Bicêtre získal další.

## Průběh bitvy
Bitva začala v noci z 24. na 25. května 1871 když versailleská vojska zaútočila na celý levý břeh. První čtyři útoky selhaly a byly odraženy. 25. května bitva pokračovala, ale versailleští získali nyní výhodu dobytím Pantheonu a opanováním kopce. Wroblewski byl nucen vyčlenit část svých rezerv k ochraně barikád na Place Jeanne-d'Arc a Slavkovském mostě. Mezitím Cissey ostřeloval návrší, ale hlavní nebezpečí pro komunardy představoval postup Vinoy přes Rue Saint-Antoine směrem k Slavkovskému mostu. Druhým problémem pro Wroblewského byla evakuace jižních pařížských pevností, na které se spoléhal, že zajistí jeho levé křídlo. Versailleští následně obsadili opuštěné pozice a zabavili děla, která využili proti Butte aux Cailles. Kolem poledne začal hlavní útok. Versailleští se s šestinásobnou přesilou pokusili dobýt hlavní komunikace Avenue d'Italie a Avenue de Choisy, ale byli zastaveni na barikádách. Naopak obrana bulváru Saint-Marcel chráněná požáry, ale přerušovaná mnoha zahradami, byla nakonec přemožena. Versailleští pak po třech hodinách bojů opanovali Rue des Cordières-Saint-Michel. Příchod komunardů z pevnosti Ivry (asi 600 mužů) už nezvrátil výsledek boje. V 15 hodin byla bombardována věznice na Avenue d'Italie zatímco Wroblewski přenesl centrum obrany na Place Jeanne d'Arc. Versailleští dobyli radnicí 13. obvodu a postupovali dál podél opevnění. Překonali také zdi zahrady nemocnice Salpêtrière, čímž umožnili průchod vojsku. Tyto přesuny zvýšily tlak na zadní voj komunardů a ohrozily Slavkovský most. Versailleští postupně obklíčili všechny jednotky komunardů nacházející se na levém břehu. Wroblewski byl tedy nucen ustoupit přes Slavkovský most na pravý břeh. Barikády umožnily bezpečný přechod řeky asi tisícovce mužů a části dělostřelectva. Na levém břehu zůstalo rozptýleno mnoho dalších komunardů, kteří byli postupně chyceni a zastřeleni. 

## Následky
Vítězná bitva na Butte aux Cailles umožnila Versailleským obsadit celý levý břeh Seiny. Komunardi byli nuceni ustoupit na pravý břeh do východních čtvrtí Paříže, kde se poslední boje odehrály mezi 26. a 28. květnem 1871.